# Billy-sur-Oisy
Billy-sur-Oisy – miejscowość i gmina we Francji, w regionie Burgundia-Franche-Comté, w departamencie Nièvre.
Według danych na rok 1990 gminę zamieszkiwały 392 osoby, a gęstość zaludnienia wynosiła 15 osób/km² (wśród 2044 gmin Burgundii Billy-sur-Oisy plasuje się na 535. miejscu pod względem liczby ludności, natomiast pod względem powierzchni na miejscu 253.).